# 中华人民共和国文化部
中华人民共和国文化部，是2018年3月被中华人民共和国文化和旅游部取代的中华人民共和国国务院组成部门，主管文化及艺术事业。

## 沿革
1949年10月，中华人民共和国成立之时，设置中央人民政府文化部。
1954年9月中华人民共和国国务院成立，下设中华人民共和国文化部。1954年12月1日至1969年9月设出版事业管理局。
“文革”开始后，1970年6月22日，中共中央决定撤销文化部，成立国务院文化组。
1975年1月，第四届全国人民代表大会第一次会议决定恢复设置文化部。1982年，又决定将文化部、对外文化联络委员会、国家出版事业管理局、国家文物事业管理局、外交出版发行事业局合并，组建新的文化部。
1986年，电影事业管理局移交广播电视部。
2018年3月17日第十三届全国人民代表大会第一次会议通过《第十三届全国人民代表大会第一次会议
关于国务院机构改革方案的决定》，批准《国务院机构改革方案》。方案规定：“组建文化和旅游部。将文化部、国家旅游局的职责整合，组建文化和旅游部，作为国务院组成部门。不再保留文化部、国家旅游局。”

## 职责
1. 拟订文化艺术方针政策，起草文化艺术法律法规草案。
2. 拟订文化艺术事业发展规划并组织实施，推进文化艺术领域的体制机制改革。
3. 指导、管理文学艺术事业，指导艺术创作与生产，推动各门类艺术的发展，管理全国性重大文化活动。
4. 推进文化艺术领域的公共文化服务，规划、引导公共文化产品生产，指导国家重点文化设施建设和基层文化设施建设。
5. 拟订文化艺术产业发展规划，指导、协调文化艺术产业发展，推进对外文化产业交流与合作。
6. 拟订非物质文化遗产保护规划，起草有关法规草案，组织实施非物质文化遗产保护和优秀民族文化的传承普及工作。
7. 指导、管理社会文化事业，指导图书馆、文化馆（站）事业和基层文化建设。
8. 拟订文化市场发展规划，指导文化市场综合执法工作，负责对文化艺术经营活动进行行业监管，指导对从事演艺活动民办机构的监管工作。
9. 负责文艺类产品网上传播的前置审批工作，负责对网吧等上网服务营业场所实行经营许可证管理，对网络游戏服务进行监管（不含网络游戏的网上出版前置审批）。
10. 拟订动漫、游戏产业发展规划并组织实施，指导协调动漫、游戏产业发展。
11. 拟订文化科技发展规划并监督实施，推进文化科技信息建设。
12. 指导、管理对外文化交流和对外文化宣传工作，组织拟订对外及对港澳台的文化交流政策，指导驻外使（领）馆及驻港澳文化机构的工作，代表国家签订中外文化合作协定，组织实施大型对外文化交流活动。
13. 承办国务院交办的其他事项[4]。

管理国家文物局。

## 机构设置

### 部机关内设机构
- 办公厅：部长办公室（应急管理办公室）、办公室（信访办公室）、新闻办公室、信息处、督查室、秘书处、机要保密档案处、秘书二处、社团和节庆活动管理办公室[5]
- 政策法规司：发展规划处、政策调研处、改革指导处、法制处[6]
- 人事司：办公室、干部处、机关人事处、驻外人事处、直属单位人事处、人才处、培训处、监督处[7]
- 财务司：办公室、规划统计处、预算管理处、经费管理处、基建处、国有资产管理处、监督检查处、会计核算处[8]
- 艺术司：办公室、艺术研究处、戏剧曲艺处（振兴京剧昆曲办公室）、音乐舞蹈杂技处、文学美术处、演出管理处[9]
- 文化科技司（全国艺术科学规划领导小组办公室）[註 1]：科学技术处（办公室）、社会科学处、教育处[11]
- 文化市场司：办公室、综合执法办公室、执法指导监督处、娱乐演出艺术品市场管理处、网络文化处[12]
- 文化产业司：综合处、政策规划处、项目指导处、企业发展处[13]
- 公共文化司：办公室、政策规划处、事业发展处、群众文化指导处、权益保障处、监督管理处[14]
- 非物质文化遗产司：综合处、规划处、管理处、传播处[15]
- 对外文化联络局 （港澳台办公室）：办公室（秘书处）、政策法规处、礼宾翻译处、美大处、西欧处、亚洲处、欧亚处、亚非处、非洲处、国际处、港澳处、台湾处、对外文化传播处、对外文化贸易处、文化中心规划处、文化中心管理处、护照签证处、综合项目处、交流协会秘书处[16]
- 机关党委：党委办公室、纪委办公室、工会、团委[17]
- 离退休干部局：办公室、财务处、政治待遇处、生活待遇处、文体活动处[18]
- 机关服务局：办公室、人事处、财务处、保卫处、物业管理处、房管处、监督审计处、经营开发部、会议服务部、生活服务部、交通服务部、文印管理部、柏林寺管理处、党委办公室、纪委、工会、中文环客货运输中心、文化部第一招待所、文化部第二招待所、文化部昌黎创作活动基地、新美物业管理中心、北京紫禁城古建筑公司[19]

### 直属单位
- 文化部信息中心
- 国家艺术基金管理中心
- 中国艺术研究院
- 中国国家图书馆
- 故宫博物院
- 中国国家博物馆
- 中央文化管理干部学院
- 中国文化传媒集团有限公司
- 中国国家京剧院
- 中国国家话剧院
- 中国歌剧舞剧院
- 中国东方演艺集团有限公司
- 中国交响乐团
- 中国儿童艺术剧院
- 中央歌剧院
- 中央芭蕾舞团
- 中央民族乐团
- 中国美术馆
- 中国国家画院
- 中国对外文化集团公司
- 中国数字文化集团有限公司
- 中国动漫集团有限公司
- 文化部恭王府博物馆
- 文化部文化艺术人才中心
- 文化部离退休人员服务中心
- 文化部艺术发展中心
- 文化部清史纂修与研究中心
- 中外文化交流中心
- 文化部民族民间文艺发展中心
- 中国艺术科技研究所
- 文化部全国公共文化发展中心
- 文化部海外文化设施建设管理中心[20]

### 驻外文化机构
- 各驻外使领馆文化处

### 主管新闻出版单位
| 报纸 - 中国文化报 - 音乐生活报 - 中国美术报 | 出版社 - 文化艺术出版社 - 故宫出版社 - 国家图书馆出版社 - 中国数字文化集团有限公司 |

杂志社
- 文化月刊
- 艺术市场
- 艺术教育
- 美术观察
- 文艺研究
- 艺术评论
- 中国摄影家
- 红楼梦学刊
- 文艺理论与批评
- 中国文化
- 中国非物质文化遗产
- 传记文学
- 中华文化画报
- 中国音乐学
- 中国京剧
- 紫禁城
- 故宫博物院院刊
- 中国国家博物馆馆刊
- 国家图书馆学刊
- 文献
- 中国图书馆学报
- 中外文化交流（中、英）
- 中国民族博览
- 中国百老汇
- 中国岩画[21]

### 主管全国文化社团

#### 社会团体
学会
- 中国油画学会
- 中国汉画学会
- 中国壁画学会
- 中国雕塑学会
- 中国红楼梦学会
- 中国儿童歌舞学会
- 中国儿童音乐学会
- 中国少数民族舞蹈学会
- 中国少数民族戏剧学会
- 中国少数民族音乐学会
- 中国少数民族声乐学会
- 中国戏曲学会
- 中国戏曲表演学会
- 中国戏曲导演学会
- 中国戏曲音乐学会
- 中国戏剧文学学会
- 中国音乐文学学会
- 中国艺术摄影学会
- 中国艺术档案学会
- 中国群众文化学会
- 中国舞台美术学会
- 中国民族管弦乐学会
- 中国木偶皮影艺术学会
- 中国少年儿童造型艺术学会
- 中国艺术职业教育学会
- 中国延安文艺学会
- 中国社会主义文艺学会
- 中华曲艺学会
- 中国艺术人类学学会
- 中国圆明园学会
- 中国维吾尔古典文学和木卡姆学会
- 中国画学会
- 中国大众文化学会
- 中国岩画学会

协会
- 中国大众音乐协会
- 中国合唱协会
- 中国演出行业协会
- 中国老摄影家协会
- 中国民俗摄影协会
- 中国乡土艺术协会
- 中国艺术医学协会
- 中国对外文化交流协会
- 中国社会经济文化交流协会
- 中国国际徐福文化交流协会
- 中华妈祖文化交流协会
- 中国画报协会
- 中国古迹遗址保护协会
- 中国女画家协会
- 中国非物质文化遗产保护协会
- 中国音乐剧协会
- 中国社会艺术协会
- 中国话剧协会
- 中国文化馆协会
- 中国文化娱乐行业协会
- 中国古籍保护协会
- 中国文化旅游摄影协会

研究会
- 晋察冀文艺研究会
- 周信芳艺术研究会
- 中国京剧程派艺术研究会
- 中国文化研究会
- 中国东方文化研究会
- 中国李白研究会
- 中国歌剧研究会
- 中国昆剧古琴研究会
- 中国傩戏学研究会
- 中国食文化研究会
- 中国儿童戏剧研究会
- 中国儿童文学研究会
- 中国农民书画研究会
- 中国老年书画研究会
- 中国话剧理论与历史研究会
- 中国戏曲现代戏研究会
- 中国国际书画艺术研究会
- 中华服饰文化研究会
- 中华炎黄文化研究会
- 中国梅兰芳文化艺术研究会
- 中国河洛文化研究会
- 西游记文化研究会
- 中国范仲淹研究会
- 中国建筑文化研究会
- 中国民族声乐艺术研究会
- 中国诗书画研究会
- 中国玉文化研究会
- 张君秋京剧艺术研究会

促进会
- 中华老人文化交流促进会
- 中国传统文化促进会
- 中国文化艺术发展促进会
- 中国世界民族文化交流促进会
- 中华文化促进会
- 中华儿童文化艺术促进会
- 中华文化发展促进会

其他
- 中国文化书院
- 中国徐福会
- 中华文化联谊会
- 中国国际文化交流中心
- 北京国酒茅台文化研究会[22]

#### 基金会
- 中国孔子基金会
- 中国艺术节基金会
- 中国京剧艺术基金会
- 中国交响乐发展基金会
- 中国少年儿童文化艺术基金会
- 中国民族文化艺术基金会
- 中华社会文化发展基金会
- 中国华夏文化遗产基金会
- 中国国际文化交流基金会
- 中华艺文基金会
- 田汉基金会
- 李可染艺术基金会
- 韩美林艺术基金会
- 张伯驹潘素文化发展基金会[23]

#### 民办非企业
- 商联国际非营利组织服务中心
- 当代书法艺术院
- 东方文化艺术院
- 现代工笔画院
- 东方华夏文化遗产保护中心[23]

#### 涉外社会组织
- 国际二战博物馆协会
- 星云文化教育公益基金会
- 世界运河历史文化城市合作组织
- 国际儒学联合会[23]

## 历任领导
| 部长 - 沈雁冰（1954年—1965年1月4日） - 陆定一（1965年1月4日—1966年） - 肖望东（1966年5月—1967年2月，代理） - 于会泳（1975年1月17日—1976年10月隔离审查） - 黄镇（1977年12月—1980年12月） - 周巍峙（1980年12月—1982年5月4日，代理） - 朱穆之（1982年5月4日—1986年6月25日） - 王蒙（1986年6月25日—1989年9月4日） - 贺敬之（1989年9月—1992年11月，代理） - 刘忠德（1993年3月29日—1998年3月18日） - 孙家正（1998年3月18日—2008年3月17日） - 蔡武（2008年3月17日—2014年12月28日） - 雒树刚（2014年12月28日—2018年3月） 副部长 - 周扬（1954年－1989年7月31日） - 杨志今（2010年2月—2018年3月） - 项兆伦（2013年4月—2018年3月） - 董伟（2012年10月—2018年3月） - 张旭（2017年6月—2018年3月） 部长助理 - 刘玉珠（2014年4月—2015年10月） - 于群（2015年12月—2018年3月） | 党组书记 - 刘忠德（1993年3月—1998年3月） - 孙家正（1998年3月—2007年8月） - 于幼军（2007年8月—2008年9月） - 蔡武（2008年9月—2014年12月） - 雒树刚（2014年12月—2018年3月） 党组副书记 - 蔡武（2008年3月—2008年9月） - 杨志今（2013年8月—2018年3月） 党组成员 …… - 单霁翔（2002年8月—2012年1月，国家文物局局长、党组书记；2012年1月—2018年3月，故宫博物院院长、党委书记） - 杨志今（2010年2月—2013年8月） - 董伟（2012年10月—2018年3月） - 项兆伦（2013年4月—2018年3月） - 刘玉珠（2014年4月—2015年10月，部长助理；2015年10月—2018年3月，国家文物局局长、党组书记） - 于群（2015年11月—2018年3月，2017年2月前兼办公厅主任） - 迟耀云（2016年9月—2018年3月，驻部纪检组组长） - 张旭（2017年6月—2018年3月） |

## 中央纪委驻文化部纪检组
中央纪委驻文化部纪检组（监察部驻文化部监察局）是中央纪委监察部派驻机构。2014年12月，中共中央制定出台《关于加强中央纪委派驻机构建设的意见》，为派驻全覆盖确定了时间表和路线图。2015年中共中央《关于全面落实中央纪委向中央一级党和国家机关派驻纪检机构的方案》（中办发〔2015〕55号）撤销监察部驻各单位监察局，中央纪委驻各单位纪检组为对外工作联络的唯一名称，中共中央批准中央纪委对139家中央一级党和国家机关派驻纪检机构全覆盖，共设置47家派驻机构，其中20家为单独派驻机构，27家综合派驻机构负责监督119家单位。中央纪委驻文化部纪检组负责综合监督文化部、国家文物局2家单位，主要职责是：
1. 履行对文化部及国家文物局党风廉政建设的监督责任；督促文化部及国家文物局各级领导班子落实党风廉政建设主体责任，对履行党风廉政建设主体责任不力、造成严重后果的，提出问责建议。
2. 检查文化部及国家文物局领导班子及其成员遵守党章和其他党内法规，贯彻执行党的路线方针政策和决议，遵守政治纪律和政治规矩，以及贯彻执行民主集中制、选拔任用干部、加强作风建设、依法行使职权和廉洁从政等情况。
3. 经批准，初步核实反映文化部及国家文物局领导班子及中管干部的问题线索；参与调查文化部及国家文物局领导班子及中管干部违犯党纪的案件。负责调查文化部及国家文物局内设机构、直属单位领导班子及其成员和司局级干部违犯党纪的案件，必要时可以直接调查处级及以下干部违犯党纪的案件。
4. 受理对文化部及国家文物局党组织和党员的检举、控告，受理文化部及国家文物局党组织和党员不服处分的申诉。
5. 协助文化部及国家文物局做好巡视工作；承办中央纪委交办的其他事项[28]。

| 组长 - 迟耀云（2016年9月—2018年3月） 副组长 - 单威（？—2018年3月，正局长级） - 毛庆斌（？—2018年3月，副局长级） - 华珍（？—2018年3月，副局长级） | 正局级纪律检查员 副局级纪律检查员 - 严肃（？—2018年3月） - 郭志（？—2018年3月） - 蒋清华（？—2018年3月） |